# Ernst-Litfaß-Schule
Die Ernst-Litfaß-Schule ist ein nach Ernst Litfaß benanntes Oberstufenzentrum für Mediengestaltung und Medientechnologie in der Cyclopstraße 1–5 im Berliner Ortsteil Wittenau.

## Schule und Bildungsgänge
Die Ernst-Litfaß-Schule vereint vier Bildungssegmente: die Berufsqualifizierung, die Berufsausbildung, die Studienqualifizierung und die Weiterbildung. Bildungsgänge sind die Berufsschule, die Fachoberschule, die Berufsfachschule, die Fachschule, die Berufsoberschule und das Berufliche Gymnasium. Die Ernst-Litfaß-Schule bietet damit von der Berufsbildungsreife bis zum Technikerabschluss Bildungsmöglichkeiten für das gesamte Berufsfeld der Druck- und Medienbranche. Vorgänger für dieses Berufsfeld war die Gutenberg-Berufsschule am Mariannenplatz in Berlin-Kreuzberg.
Die Schule hat rund 900 Schüler. Sie besuchen in der Berufsschule den Unterricht für die Berufe Mediengestalter Digital und Print, Medientechnologe Druck, Medientechnologe Druckverarbeitung und Buchbinder, Medientechnologe Druckverarbeitung, Packmitteltechnologe, Medientechnologe Siebdruck, Geomatiker, Fotograf sowie das Berufsgrundbildungsjahr Druck- und Medientechnik.
In den vollschulischen Bildungsgängen der Berufsqualifizierung gibt es die einjährige Berufsfachschule sowie die studienqualifizierende Fachoberschule und Berufsoberschule mit dem Fach Mediengestaltung sowie das berufliche Gymnasium mit dem Fach Gestaltungs- und Medientechnik. In doppelqualifizierenden Bildungsgängen werden Technische Assistenten der Fachrichtungen Geovisualisierung bzw. Medientechnik ausgebildet. Als Weiterbildung kann die Techniker-Fachschule Druck- und Medientechnik besucht werden.
Den Schülern stehen Computerarbeitsplätze, mehrere Druck- und Druckverarbeitungswerkstätten und Medienlabore zur Verfügung. An der Ernst-Litfaß-Schule werden Projekte realisiert. Zudem engagiert sich die Schule im Bereich Umwelt und wurde 2016 zum fünften Mal als Umweltschule in Europa ausgezeichnet.
Weiterhin finden wöchentlich Kurse in den Werkstattbereichen Hoch- und Tiefdruck sowie Siebdruck statt, die auch ehemaligen Schülern offen stehen.